# シャンガーン人
シャンガーン人とは主にモザンビークのマプト州及びガザ州に居住する大規模な民族集団であり、南アフリカ共和国のリンポポ州にも大規模なシャンガーン人の集団が存在する。南アフリカではシャンガーン人はツォンガ人と呼ばれる。

## 人口統計
シャンガーン人はツォンガ語と、ポルトガル語、アフリカーンス語、英語などのヨーロッパ語を話す。シャンガーン人の多くはキリスト教徒であり、カトリック教会とプロテスタントに別れ、モザンビークと南アフリカ双方で一般的であるが、一部はガザ州に存在する。

## 歴史
シャンガーン人はかつてソシャンガネの建国したガザ帝国──今日のジンバブエのモスリゼに都を置いた──によって支配され、この名前は今日までツォンガ人を表す際に誤用されてきた。なぜならツォンガ人はソシャンガネの支配した中では小集団に過ぎなかったからである。ガザ帝国は現在のジンバブエ南東部から形成され、今日のモザンビークのソファラ州、マニカ州、イニャンバネ州、ガザ州、マプト州の一部と南アフリカの一部を覆っていた。ソシャンガネは首都をモスリゼからガザ州に移した。彼の死後、息子のムジラが権力を握り、ムジラの後には1895年にポルトガルによってマンダラカジ（今日のガザ州のマジャカゼ）に投獄されたングングニャーネが現れた。